# Dipartimento di Rinconada
Rinconada è un dipartimento argentino, situato nella parte occidentale della provincia di Jujuy, con capoluogo Rinconada.
Da nord ad ovest, in senso orario, esso confina con i dipartimenti di Santa Catalina, Yavi, Cochinoca, Susques, e con le repubbliche della Bolivia e del Cile.
Secondo il censimento del 2010, su un territorio di 6.407 km², la popolazione ammontava a 2.488 abitanti, con un aumento demografico dell'8,3% rispetto al censimento del 2001.
Il dipartimento comprende (dati del 2001) 2 commissioni municipali:
- Rinconada
- Mina Pirquitas